# Vlag van Boussu
De vlag van Boussu is op 25 april 1990 bij raadsbesluit vastgesteld als de vlag van de gemeente Boussu in de Belgische provincie Henegouwen. De vlag kan als volgt worden beschreven:
Rood met een gele schuinbalk
De vlag werd pas op 6 januari 1992 bevestigd door de Franse Gemeenschapsregering. De vlag is gelijk aan het oude gemeentewapen, gebaseerd is op het oudst bekende gemeentezegel uit 1574, en staat afgebeeld op het eerste wapenschild van het huidige gemeentewapen.

Het oude wapen van Boussu (1913-1987)